# Maik Petzold
Maik Petzold (Bautzen, 16 de enero de 1978) es un deportista alemán que compitió en triatlón.
Ganó una medalla de bronce en el Campeonato Mundial de Triatlón de 2009, una medalla de plata en el Campeonato Mundial por Relevos de 2006, una medalla de bronce en el Campeonato Mundial de Triatlón por Relevos Mixtos de 2011 y una medalla de bronce en el Campeonato Europeo de Triatlón de 2002.

## Palmarés internacional
| Campeonato Mundial                    | Campeonato Mundial     | Campeonato Mundial | Campeonato Mundial |
| Año                                   | Lugar                  | Medalla            | Prueba             |
| ------------------------------------- | ---------------------- | ------------------ | ------------------ |
| 2009                                  | Gold Coast (Australia) | Medalla de bronce  | Individual         |
| Campeonato Mundial por Relevos        |                        |                    |                    |
| Año                                   | Lugar                  | Medalla            | Prueba             |
| 2006                                  | Cancún (México)        | Medalla de plata   | Relevos            |
| Campeonato Mundial por Relevos Mixtos |                        |                    |                    |
| Año                                   | Lugar                  | Medalla            | Prueba             |
| 2011                                  | Lausana (Suiza)        | Medalla de bronce  | Relevo mixto       |
| Campeonato Europeo                    |                        |                    |                    |
| Año                                   | Lugar                  | Medalla            | Prueba             |
| 2002                                  | Győr (Hungría)         | Medalla de bronce  | Individual         |